# J. R. Hildebrand
John Randal Hildebrand Jr. (Sausalito, California, Estados Unidos; 3 de enero de 1988) es un piloto de automovilismo estadounidense. Logró tres podios en la IndyCar Series, incluyendo un segundo puesto en las 500 Millas de Indianápolis de 2011, luego de chocar en la última vuelta cuando lideraba la prueba.

## Carrera deportiva
Hildebrand fue campeón de la USF2000 2006 con 12 victorias en 14 carreras. En 2007 avanzó a la Fórmula Atlantic, resultando séptimo. En 2008 se incorporó a la Indy Lights, donde resultó quinto con una victoria. En 2009 fue campeón ante James Davison y Sebastian Saavedra, al acumular cuatro victorias y diez podios en 15 carreras.
En 2010, Hildebrand disputó las dos primeras fechas de la American Le Mans Series en la clase LMPC con el equipo Genoa, resultando séptimo absoluto en Long Beach. Luego debutó en la IndyCar Series al disputar las fechas de Mid-Ohio y Sonoma con el equipo Dreyer & Reinbold.
El estadounidense firmó con Panther Racing para disputar la temporada 2011 de la IndyCar, sustituyendo a Dan Wheldon. En las 500 Millas de Indianápolis lideraba la carrera en la última vuelta pero chocó en la última curva, por lo que llegó a meta en segundo lugar, siendo superado por Wheldon. Además fue cuarto en Iowa, séptimo en Motegi, octavo en Toronto y décimo en San Pablo, de manera que finalizó 14º en el campeonato.
Hildebrand siguió con Panther en 2012. Fue quinto en Long Beach y Texas, y consiguió seis top 10 en 15 carreras, quedando así 11º en la tabla final. En 2013, el piloto llegó quinto en Long Beach pero chocó en la cuarta vuelta de las 500 Millas de Indianápolis, por lo que fue despedido del equipo. Meses después fue contratado por Bryan Herta para correr en Sonoma y Fontana.
Ed Carpenter contrató a Hildebrand como segundo piloto para las 500 Millas de Indianápolis de 2014, resultando décimo. Carpenter volvió a ficharlo en 2015, esta vez bajo la denominación CFH Racing, para disputar las dos carreras de Indianápolis. En el Gran Premio llegó a meta relegando, en tanto que en las 500 Millas terminó octavo. En 2016 disputó nuevamente las dos carreras de Indianápolis con el equipo Carpenter, finalizando sexto en las 500 Millas. El piloto disputó la temporada completa en 2017, logrando un segundo puesto en Iowa y un tercer puesto en Phoenix, pero tuvo resultados mediocres en las demás carreras, y finalizó 15º en el campeonato.
Hildebrand participó en las 500 Millas de Indianápolis con Dreyer & Reinbold, resultando 11º en 2018, 20º en 2019, y 16º en 2020. En tanto, disputó el Pikes Peak International Hill Climb de 2018 con un Porsche Cayman GT4, finalizando segundo en la clase con un registro de 10'39.301, y pretende competir en la edición 2021 con un Dallara DW12 de la IndyCar. En 2019 corrió cuatro carreras del Campeonato de las Amérias de Rallycross en la clase ARX2, logrand un tercer puesto y tres cuartos puestos.
Hildebrand se ha desempeñado como periodista de la revista de automóviles Road & Track.